# Aas Sø
Aas Sø (dansk) eller Aassee (tysk) er en sø i det nordlige Tyskland, beliggende sydøst for Kohøved på halvøen Svans i Sydslesvig. Få kilometer nord for søen ligger landsbyen Langskov. Søen har en total overflade på 21,4 ha og har tilløb af Kobækken (Kobek). En smal landtange adskiller Aas Sø fra havet. På landtungen findes en del sommerhuse og en campingplads.